# Friedrich August Klein
Friedrich August Klein (* 7. November 1793 in Friedrichshaida (bei Ronneburg); † 12. Februar 1823 in Jena) war ein deutscher evangelischer Theologe, Geistlicher und Hochschullehrer.

## Leben
Klein besuchte zunächst die Schule zu Hartmannsdorf und ging anschließend 1808 an das Altenburger Gymnasium. 1811 wechselte er an die Universität Jena, an der er Philosophie, Philologie und Theologie studierte. Während seines Studiums wurde er Mitglied der Urburschenschaft. Anschließend wurde er Collaborator an der Stadtkirche in Jena sowie erster Lehrer an der dortigen Freischule. Währenddessen betrieb er weitere Studien. 1816 folgte die Promotion zum Dr. phil. an der örtlichen Universität, 1817 schließlich das Bakkalaureat in Theologie. Anschließend begann er dort theologische Vorlesungen zu halten.
Ab 1817 gab Klein mit Wilhelm Schröter Für Christenthum und Gottesgelahrtheit: eine Oppositionsschrift als Quartalschrift heraus. In der ersten Ausgabe des Periodikums erklärte Klein deren Zweck: Der Zweck dieser Zeitschrift ist, gegen das Einseitige und Falsche, was im Gebiete der Theologie und Kirche zu Zeit hervorbringt, freimüthig anzukämpfen, die reine Christuslehre vor menschlichen Zusätzen zu bewahren, und die Achtung für die Resultate der historischen und philosophischen Forschung theils zu erhalten, theils noch zu verbreiten. Später wurde sie unter dem Titel Für Theologie und Philosophie von Schröter und Heinrich Schmid weitergeführt.
Klein wurde 1819 zum Diakon und Garnisonprediger, obwohl sich seine gesundheitliche Situation mit einem Brustleiden zusehends verschlechterte. Nach einer zeitweiligen Verbesserung seiner körperlichen Konstitution erlangte er 1822 das Lizenziat in Theologie und wurde daraufhin zum außerordentlichen Professor der Theologie ernannt. Bereits im Frühjahr darauf starb er an seinen Leiden.

## Publikationen (Auswahl)
- Vertrauten Briefe über Christenthum und Protestantismus, Jena 1817.
- Grundlinien des Religiosismus, Jena 1819.
- Welche theologische Parthei soll von der Staatsgewalt heimlich und öffentliche unterdrückt werden? Die alte, oder die neue?, Mauke, Jena 1820.
- Darstellung des dogmatischen Systems der evangelisch-protestantischen Kirche: nebst historischen und kritischen Bemerkungen: ein Hilfsbuch zur Beförderung eines gründlichen Studiums der Dogmatik, Mauke, Jena 1822.[2]